# П'єтро Маннеллі
П'єтро Маннеллі (італ. Pietro Mannelli; 8 серпня 1896, Сан-Романо-ін-Гарфаньяна — 4 грудня 1972, Рим) — італійський військовий діяч, генерал-майор італійської армії, бригадефюрер СС і генерал-майор військ СС (24 березня 1944).

## Біографія
Учасник Першої світової війни. Разом з Габріеле Д'Аннунціо брав участь у захопленні Фіуме. З жовтня 1920 року член PNF, секретар партії в Сан-Романо. У 1922 році брав участь в «поході на Рим». (1 лютого 1923 року вступив в MUSN). Навчався в університеті Рима, вивчав хімію (в 1927 році склав іспит). У 1927 році вступив в MVSN як командир VII легіону «Antiaerea» (ППО) у Флоренції. З 1931 року — командир 11 легіону «Альпіна» в Турині. У 1935 році виїхав воювати в Ефіопію. У грудні 1936 року повернувся в Італію. Як командир групи батальйону італійських добровольців посланий в Іспанію, згодом призначений начальником штабу навчального і рекрутингового центру в Вальядоліді. У травні 1939 року повернувся в Італію.
З 15 червня 1940 року — в штабі VI армійського корпусу в Болоньї. Незабаром командир групи легіонів MVSN у Флоренції. З лютого 1941 року — в штабі IV армійського корпусу в Албанії. З червня 1941 року — в Бенгазі як командир групи легіонів MVSN. З жовтня 1942 до липня 1943 року — генерал-інспектор університетської міліції Риму. У 1943-1944 роках — командир групи батальйонів MVSN «Так Сбарко» у Франції. Восени 1943 року повернувся в Італію і призначений інспектором з вербування італійських добровольців. З 24 березня 1944 по 25 квітня 1945 року — інспектор добровольчих з'єднань СС в Італії. У вересні 1944 року — командир італійської бригади військ СС. 29 квітня 1945 року ув'язнений як «капітан Адельмо» і доставлений у в'язницю Комо. Засуджений до тривалого ув'язнення.

## Нагороди
- Пам'ятна медаль об'єднання Італії
- Пам'ятна медаль Італо-австрійської війни 1915—1918  з чотирма зірками
- Медаль Перемоги
- Пам'ятна медаль походу на Фіуме
- Хрест «За вислугу років в Добровольчій міліції національної безпеки» (10 років)
- Пам'ятна медаль Маршу на Рим
- Медаль «За військову доблесть» (Італія)
  - срібна (1936)
  - срібна (1939)
  - бронзова (1939)
- Хрест «За військові заслуги» (Італія) — нагороджений 6 разів.
- Пам'ятна медаль походу в Албанію
- Пам'ятна медаль Іспанської кампанії
- Пам'ятна медаль бойових дій в Африці
- Хрест Іспанської національної єдності (Іспанія)
- Орден Заслуг німецького орла 2-го класу з мечами (Третій Рейх)